# Жарко Згоњанин
Жарко Згоњанин (Горња Драготиња, код Приједора, 26. март 1916 — Загреб, 26. јун 1970), учесник Народноослободилачке борбе и генерал-потпуковник ЈНА.

## Биографија
Рођен је 26. марта 1916. године у селу Горња Драготиња, код Приједора. Члан Комунистичке партије Југославије и учесник Народноослободилачке борбе је од 1941. године.
Током Народноослободилаког рата био је на разним одговорним дужностима у Народноослободилачкој војсци Југославије:
- командант Првог батаљона у другом КНОП одреду- у вријеме битке на Козари 1942. године.
- политички комесар Пете крајишке козарске ударне бригаде,
- политички комесар Друге крајишке ударна бригаде.
- политички комесар Једанаесте крајишке дивизије и
- командант Друге крајишке ударна бригаде.

Био је и члан Обласног комитета КПЈ за Босанску крајину. За време бици на Козари, 1942. године, командовао је са првим батаљоном 2 КНОП одреда, те се са једном својом четом се провукао кроз обруч, и напао усташе с леђа.
После рата био је начелник милиције у Министарству унутрашњих послова Народне Републике Босне и Херцеговине, помоћник команданта за позадину армије и др. Завршио је Вишу војну академију ЈНА.
Умро је 26. јуна 1970. године у Загребу. Сахрањен је на загребачком гробљу Мирогој.
Носилац је Партизанске споменице 1941. и других југословенских одликовања, међу којима су Орден ратне заставе и Орден заслуга за народ.